# Umezawa Michiharu
Umezawa Michiharu (梅沢 道治 Mai Trạch Đạo Trị), (sinh ngày 4 tháng 11 năm 1853 mất ngày 10 tháng 1 năm 1924), là một samurai cuối thời Edo, sau đó trở thành một sĩ quan thuộc quân đội Đế quốc Nhật Bản của hoàng đế Minh Trị.

## Tiểu sử
Umezawa sinh ra ở phía bắc tỉnh Sendai, Umezawa tham gia chiến tranh Boshin, đứng về phía Ōuetsu Reppan Dōme chống lại lực lượng của Thiên hoàng Minh Trị. Ông cũng tham gia trận Hakodate. Sau chiến tranh, ông bị bắt và được thả năm 1869, ông gia nhập vào quân đội Đế quốc Nhật Bản non trẻ.
Trong chiến tranh Seinan, Umezawa chiến đấu trong hàng ngũ Trung đoàn bộ binh 3 IJA. Trong chiến tranh Trung-Nhật, ông phụ trách hậu cần cho quân sĩ.
Chiến tranh Nga-Nhật bùng nổ, Umezawa nhận lệnh chỉ huy Trung đoàn Vệ binh Hoàng gia 4. Ông nhận hàm thiếu tướng trên chiến trường vào tháng 7 năm 1904, vì hành động anh dũng trong trận Shaho. Sau đó, ông chỉ huy một lữ đoàn dự bị thuộc Vệ binh Hoàng gia.
Tháng 2 năm 1906, Umezawa trở thành chỉ huy Lữ đoàn 2 của lực lượng Vệ binh Hoàng gia.
Tháng 9 năm 1911, Umezawa lên chức trung tướng và trở thành tư lệnh trưởng sư đoàn 6 IJA.
Tháng 8 năm 1914, ông được trao tặng Thụy bảo chương hạng 1. Ông còn nhận thêm huân chương Diều hâu vàng hạng 2, hạng 3 và hạng 4.
Tháng 10 năm 1915, ông nghỉ hưu và ông mất vào tháng 1 năm 1924, thọ 72 tuổi.

### Sách
- Kowner, Rotem (2006). Historical Dictionary of the Russo-Japanese War. Scarecrow. ISBN 0-8108-4927-5.